# Sant Mateu de Bages
Sant Mateu de Bages è un comune spagnolo di 690 abitanti situato nella comunità autonoma della Catalogna.